# Aristeo Mercado
Aristeo Mercado (Puruándiro, Michoacán; 30 de septiembre de 1839-Morelia, Michoacán; 4 de abril de 1913) fue un militar y político mexicano que participó en la Revolución de Ayutla.  

## Biografía
Nació en la Hacienda de Villachuato, jurisdicción de Puruandiro, Michoacán, el 30 de septiembre de 1839. Estudió en la capital la preparatoria y la carrera de ingeniería. Fue oficial del Ejército de  México durante la segunda intervención francesa. En el gobierno del General Mariano Jiménez fue diputado local y lo suplió en el puesto en forma interina a partir del 4 de junio de 1891, pero como el titular falleciera el 28 de febrero de 1892, siguió en el poder hasta concluir el periodo. En las elecciones de ese mismo año resultó elegido como gobernador constitucional desde el 16 de septiembre de 1892. Desempeñó ese cargo cuatro periodos consecutivos, hasta el 18 de mayo de 1911. Murió en Morelia, Michoacán, en 1913. Le sobrevivió su esposa Jesús García Anaya y su hija Ángela Mercado. 